# Kunio Hiramatsu
Kunio Hiramatsu (平松邦夫, Hiramatsu Kunio) és un presentador de televisió i polític japonés que va exercir com a 18é alcalde de la ciutat d'Osaka des de 2007 fins a 2011.

## Biografia
Kunio Hiramatsu va nàixer el 15 de novembre de 1948 a la ciutat d'Amagasaki, a la prefectura de Hyogo. Va cursar els seus estudis superiors a la facultat de dret de la universitat Dōshisha de la ciutat de Kyoto. S'ha declarat fan del pachinko i les curses de cavalls, ja que al créixer prop de l'hipòdrom de Sonoda, va adquirir el gust pels jocs d'apostes i d'atzar des de ben xicotet.
L'any 1971 va començar a treballar com a locutor i presentador de la Mainichi Broadcasting System (MBS) a Osaka. Des de 1972 fins a finals de la dècada va ser locutor de programes radiats de curses de cavalls. Des de 1976 fins a 1994 va exercir com a prensentador del telenotícies de l'emissora. Des de juny de 1995 fins a juliol de 1998 va ser corresponsal de la cadena a Nova York. Hiramatsu va continuar com a presentador fins a principis de la dècada de 2000. L'any 2000 li va fer una entrevista al primer ministre de la república popular de la Xina, Zhu Rongji.
Hiramatsu va arribar el 2007 a l'alcaldia d'Osaka com a candidat dels partits de centre-esquerra formada pel Partit Democràtic, Nou Partit Popular i el Partit Socialdemòcrata, guanyant en les eleccions al llavors alcalde Junichi Seki, candidat del centre-dreta (PLD i Kōmeitō). Hiramatsu només va retindre l'alcaldia durant una legislatura, ja que l'any 2011 va perdre les eleccions (tot i tindre a més el suport del PLD i el PCJ) contra el fins aleshores governador prefectural, Tōru Hashimoto, del Partit de la Restauració d'Osaka (PRO), defensor del projecte metropolità d'Osaka.
Després de perdre l'alcaldia, s'ha mantingut en un segon pla, tot fent activisme contra el projecte metropolità d'Osaka i demanant el vot negatiu per als referèndums de 2015 i 2020. L'any 2015, Hiramatsu es va oferir com a candidat de consens a governador d'Osaka per tal d'encapçalar el bloc opositor al PRO, tot i que a la fi no es presentà.